# إيريو (اسم)

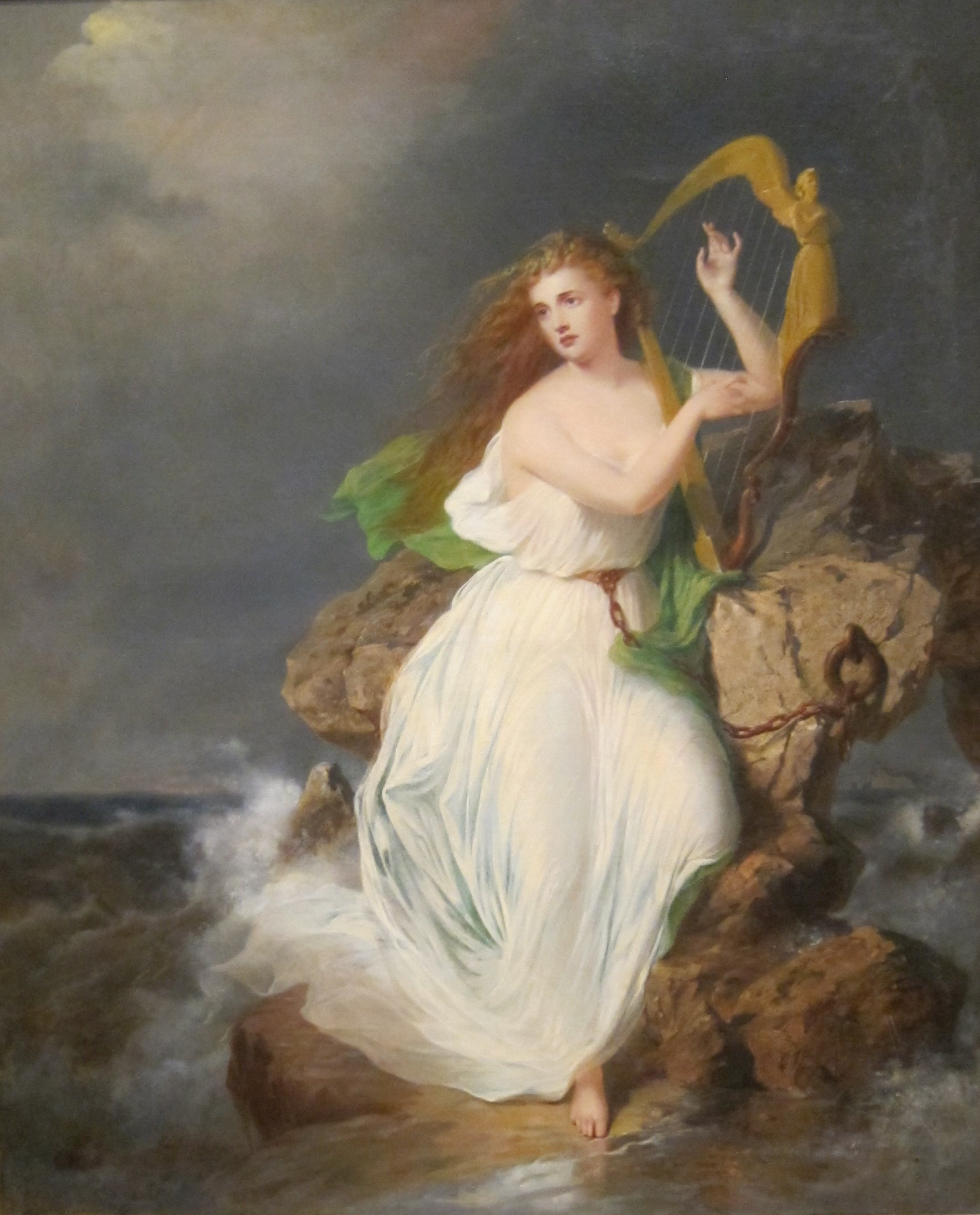

في الأساطير الأيرلندية إيريو (تلفظ أيرلندي: ‎[ˈeːrʲu]‏، وبالأيرلندية الحديثة: Éire)، وتدعى أيضاً إيري، ابنة إرنماس تواثا دي دانان، كانت الرئيسة المسماة إلهة جزيرة أيرلندا.